# Allobates amissibilis
Allobates amissibilis é uma espécie de anfíbio anuro da família Aromobatidae. Está presente na Guiana. Não foi ainda avaliada pela UICN.